# Alfabet hongarés antic
L'alfabet hongarés antic (en hongarés: rovásírás o székely rovásírás, székely-magyar rovás; abreujat simplement com rovás, 'osca, marca') és un sistema d'escriptura alfabètic usat pels magiars en l'alta edat mitjana (del segle VII al X). A causa de la seua reminiscència rúnica, l'alfabet hongarés antic també s'ha anomenat popularment "runes hongareses" o "alfabet hongarés de runes".
Es pensa que deriva de l'alfabet turc antic i degué aparéixer per primera volta durant el segle VII. Els magiars s'assentaren a la plana pannònica el 885; quan el Regne d'Hongria fou fundat el 1000 i s'hi adoptà el cristianisme, també s'hi adoptà l'alfabet llatí i aquest sistema d'escriptura caigué en desús. En zones de Transsilvània, però, l'alfabet hongarés s'utilitzà marginalment pels magiars székely almenys fins al s. XVII, sota el nom de székely rovásírás.
L'alfabet estava adaptat a la fonologia hongaresa, i representava lletres per fonemes, tals com cs, gy, ly, ny, ö, sz, ty, ü, zs... L'alfabet hongarés modern representa aquests sons amb dígrafs (seqüències de lletres per escriure un sol so) i signes diacrítics. En canvi, l'alfabet rovásírás no conté lletres per als fonemes dz, dzs de l'hongarés actual, perquè són desenvolupaments relativament recents en la història d'aquest idioma. Les lletres llatines q, w, x i y tampoc hi tenen un equivalent, perquè no són fonemes separats en hongarés i només s'empren per a paraules estrangeres.

## Orígens
Al voltant del 600, les tribus magiars es traslladaren cap al sud-oest des dels seus antics territoris a la zona costanera a l'est de la mar Negra. Les runes hongareses estan relacionades amb l'alfabet turc antic, que al seu torn, probablement (tot i que existeix un cert debat sobre aquest tema) derivat de l'alfabet arameu.

## Caràcters
L'alfabet de runes té 42 lletres que poden variar de forma: algunes consonants tenen dues formes, per exemple
as enfront d'es. La primera forma s'empra després de vocals a, á, o, ó, u, ú, mentre que la forma 'e' s'escriu després d'e, ë, é, i, í, ö, ő, ü, ű.
Les runes hongareses també poden incloure algunes runes no alfabètiques que no es presenten unides sinó com signes separats. Es coneixen com a capita dictionum i no se n'ha definit clarament l'origen o el seu ús normal.

### Discussió acadèmica
L'escriptura hongaresa amb runes fou descrita per primera vegada durant l'humanisme del Renaixement i del barroc. Al 1598 János Telegdi en el seu manual Rudimenta Priscae Hunnorum Linguae presenta la seua interpretació de les rovás. Aquesta obra també conté texts en hongarés escrits amb runes, com ara el Parenostre.
Al s. XIX els estudiosos començaren a investigar les regles i altres característiques d'aquest alfabet i en aquest moment la paraula rovásírás començà a formar part de la consciència popular hongaresa.
Com que l'escriptura amb runes s'havia substituït pel llatí les recerques dels lingüistes van haver de reconstruir l'alfabet a partir de documents i materials històrics. L'etnògraf i folklorista Gyula Sebestyén i el filòleg Gyula Németh feren la major part d'aquest treball i per això les obres de Sebestyén Rovás és rovásírás (Osques i escriptura de runes) (1909) i A magyar rovásírás hiteles emlékei de 1915 (Relíquies fiables de l'escriptura amb rúnica hongaresa) contenen abundant informació sobre el tema.